# Sistemas Automatizados de Identificação Biométrica
Sistemas Automatizados de Identificação Biométrica, conhecidos pela sigla ABIS (do inglês, Automated Biometric Identification Systems) consistem em sistemas eletrônicos de gerenciamento de dados biométricos de uma grande quantidade de indivíduos, armazenando-os em um banco de dados, além de recebe-los e compara-los com aqueles armazenados. Geralmente, são utilizados no meio criminal para a identificação de criminosos, porém também têm seu uso no setor civil e privado. Pode ser utilizado no controle de fronteiras internacionais, restrição do acesso físico a instalações importantes, controle do acesso lógico a recursos compartilhados em informações em computadores e na realização remota de transições financeiras.

## Antes dos computadores
Desde a Antiguidade, impressões digitais eram utilizadas para os mais diversos fins, como assinaturas em acordos comerciais na Babilônia, porém seu uso no âmbito criminal surgiu apenas no final do século 19, com o surgimento de sistemas de classificação, onde se destacou o sistema Henry.
Já no início do século 20, o Reino Unido, os Estados Unidos e a França começaram a utilizar as digitais para identificar criminosos e como provas nos tribunais. Na década de 20, o FBI criou um Departamento de Identificação para realizar a comparação das digitais. Porém tal investigação era trabalhosa e demorada, pois cada digital era manualmente comparada pelos detetives, o que podia levar dias ou semanas e estava sujeito a falhas.

## AFIS
Com o surgimento e popularização dos computadores nas décadas de 60 e 70, tornou-se possível o uso de sistemas digitais para a identificação biométrica em larga escala e de maneira mais eficiente. Surgiu, então, o AFIS (Automated Fingerprint Identification System), criado pelo FBI na década de 80 para a investigação criminal. O AFIS exigia o registro das dez impressões digitais de cada indivíduo em cartões, chamados de ten-print, que eram, por sua vez, digitalizados e armazenados em um banco de dados da polícia. Assim, quando, por exemplo, uma digital era encontrada em uma arma, esta era recolhida e comparada com as amostras previamente registradas, o que é chamado uma comparação "um para muitos".
Um problema que o AFIS possuía era a impossibilidade de comparação de digitais de suspeitos caso estes estivessem em regiões e estados diferentes daquela em que foi registrado. Por exemplo, se uma pessoa foi presa e teve suas digitais registradas em Goiânia, se ela fosse presa novamente no Rio de Janeiro, não haveria como a Polícia do Rio de Janeiro obter os dados biométricos previamente registrados dela em Goiânia. Isso mudou com o surgimento do AFIS Integrado (IAFIS) em 1999, que utiliza um banco de dados nacional e é capaz de reconhecer digitais em todo um país em pouco tempo.
O AFIS foi, e ainda é, utilizado em todo o mundo, incluindo no Brasil, onde foi utilizado pela Polícia Federal por 16 anos para a identificação de criminosos.

## ABIS
Como o AFIS utiliza somente impressões digitais para a identificação, o sistema depende da presença destas e de sua integridade para seu funcionamento adequado. Para permitir uma identificação melhor e mais confiável de cada indivíduo, foi implementado, em 2004, o primeiro ABIS, desenvolvido pelo Departamento de Defesa dos Estados Unidos e, em 2005, tornou-se interoperável com o IAFIS para facilitar e maximizar a identificação biométrica em todo o seu território.
Diferente do AFIS, que utiliza exclusivamente as impressões digitais, os ABIS utilizam diversos dados biométricos para a identificação, como voz, íris, retina e formato do rosto. Assim, é possível um reconhecimento individual facilitado, que independe de um único método para seu funcionamento adequado, Esses dados, assim como no caso do AFIS, são coletados durante a prisão de criminosos ou em cenas de crime no âmbito criminal, ou com o consentimento da pessoa, no uso civil ou privado dos ABIS.
Os ABIS são utilizados em larga escala para diversos fins em todo o mundo, com diversas empresas desenvolvendo softwares para esse fim, como a Aware e a Thales. Essas empresas criam e terceirizam os ABIS para o uso de outras empresas e governos.
Em julho de 2021, a Polícia Federal brasileira adquiriu um ABIS e, em novembro do mesmo ano, anunciou sua integração à plataforma Conecta Gov. Segundo esta, durante os quatro anos após a aquisição do sistema, haverá o armazenamento da biometria de 50,2 milhões de indivíduos, com planos de aumento desse número para até 200 milhões de pessoas após esse período de tempo. Contudo, a aquisição desse sistema levantou questionamentos de entidades civis focadas nos direitos à tecnologia sobre a possibilidade de invasão de privacidade da população, já que os ABIS podem armazenar dados de milhões de indivíduos, o que resultou em pedidos à Autoridade Nacional de Proteção de Dados (ANPD) para que ocorresse a investigação e suspensão do ABIS.

## Implicações do ABIS
Os alunos do curso de Ciência da Computação da Universidade Estadual Paulista (UNESP), fizeram um dissertação de mestrado sobre ABIS, relacionando com a identificação biométrica, de pessoas via características dos seios paranasais, obtidas de tomografias computadorizadas. O estudo  se aprofunda em tomografias computadorizadas, assim fazendo a identificação das pessoas.
A identificação biométrica de pessoas na área forense está em constante estudo para facilitar e melhorar as maneiras de identificação mediante a avaliação de diversas estruturas que podem ser utilizadas como características biométricas. Os seios paranasais, cavidades ósseas presentes no crânio, apresentam alta individualidade e permanência, podendo ser utilizados em sistemas biométricos forenses. As maneiras de representação digital dos seios paranasais são modalidades de exames médicos, conhecidos como raios-X e tomografia computadorizada. As imagens de raios-X como ferramentas para obtenção de características dos seios paranasais apresentam alta aplicação nos trabalhos correlatos, entretanto, nesta modalidade de imagem, algumas desvantagens, como a baixa qualidade de resolução dificultam a identificação dos seios paranasais.
Com a tomografia computadorizada, uma nova avaliação pode ser realizada para a obtenção das características dos seios paranasais, visto que esta modalidade de exame gera uma sequência de imagens com qualidade superior, tornando a segmentação e extração de características dos seios paranasais mais simples, intuitiva e precisa, facilitando seu uso em sistemas de reconhecimento biométrico. O objetivo desta dissertação foi desenvolver um novo método de identificação humana utilizando estruturas dos seios paranasais, obtidas de imagens de tomografia computadorizada, como características biométricas. 
Este método propõe avanços significativos principalmente nas etapas de segmentação e extração de características, uma vez que a segmentação das estruturas dos seios paranasais é realizada de forma automática. As características propostas como descritores são baseadas nas regiões e nas formas das estruturas dos seios paranasais. Resultados experimentais obtidos sobre uma base de dados contendo 310 imagens de tomografia computadorizada mostraram que o método automático proposto nesta dissertação obteve taxa de segmentação medida pelo Coeficiente KAPPA igual a 88,52% na segmentação dos seios frontais e 79,30% na segmentação dos seios maxilares.
Com relação à identificação de pessoas, o método proposto obteve, no melhor caso, 8,99% de taxa de erro igual. Assim, nesta dissertação de mestrado concluiu-se que: os seios da face podem ser utilizados com êxito para a identificação forense de pessoas, em particular os seios frontais; que os descritores de forma para os seios frontais são mais efetivos do que os descritores de região para a identificação de pessoas, enquanto que para os seios maxilares, os descritores de forma não apresentam alto valor de discriminação entre os indivíduos e; que é possível automatizar o processo de segmentação dos seios frontais e maxilares utilizando-se imagens de tomografia computadorizada.
1. 1 2 3 4 5 6  Biometrics, Aware. «Sistemas automatizados de identificação biométrica (ABIS)». Aware. Consultado em 3 de janeiro de 2022
2. 1 2 3  «Biometria da base de dados da PF será usada para checagens em sites do governo». Canaltech. 10 de novembro de 2021. Consultado em 3 de janeiro de 2022
3. 1 2 3  «How Fingerprinting Works». HowStuffWorks (em inglês). 24 de março de 2008. Consultado em 3 de janeiro de 2022
4. 1 2 3 4  «Automated Fingerprint Identification System (AFIS) overview - A short history.». Thales Group (em inglês). Consultado em 3 de janeiro de 2022
5. ↑  «Sistema Informatizado - AFIS». www.papiloscopia.com.br. Consultado em 3 de janeiro de 2022
6. ↑  «Novo sistema da Polícia Federal armazenará dados biométricos». Agência Brasil. 7 de julho de 2021. Consultado em 4 de janeiro de 2022
7. ↑  «Sistema de vigilância da Polícia Federal é questionado na ANPD». Tecnoblog. Consultado em 4 de janeiro de 2022
8. ↑  Souza, Luis, Junior, Antonio (8 de maio de 2016). «Identificação biométrica de pessoas via características dos seios paranasais obtidas de tomografias computadorizadas.». Repositório institucional UNESP. Consultado em 26 de janeiro de 2022